# 棱边毛茛
棱边毛茛（学名：[Ranunculus submarginatus] 错误：{{Lang}}：文本有斜体标记（帮助）），为毛茛科毛茛属下的一个植物种。